# جلين دونيري
جلين دونيري (بالإنجليزية: Glenn Donaire)‏ مواليد 7 ديسمبر 1979 في الفلبين، هو ملاكم محترف فلبيني أمريكي يصنف ضمن فئة وزن الذبابة. انتقل إلى الولايات المتحدة في سن مبكرة ونشأ في منطقة خليج سان فرانسيسكو وهو الأخ الأكبر لبطل العالم نونيتو دونيري.

## إحصائيات
خاض خلال مسيرته 24 نزالا، فاز في 19 وتعادل في 1 وخسر في 4. فاز بالضربة القاضية في 10 نزالا.

## روابط خارجية
- جلين دونيري على موقع بوكس ريك (الإنجليزية) (registration required)